# Fissistigma retusum
Fissistigma retusum (H.Lév.) Rehder – gatunek rośliny z rodziny flaszowcowatych (Annonaceae Juss.). Występuje naturalnie w południowych Chinach (w prowincjach Kuejczou, Hajnan i Junnan oraz w regionach autonomicznych Kuangsi i Tybet). 

## Morfologia
PokrójZimozielone i zdrewniałe liany dorastające do 10 m wysokości. Młode pędy są omszone i mają brązową barwę.
LiścieMają kształt od owalnego lub odwrotnie jajowatego do podłużnie odwrotnie jajowatego. Mierzą 9–26 cm długości oraz 4,5–13 cm szerokości. Są mniej lub bardziej skórzaste, owłosione od spodu. Nasada liścia jest zaokrąglona lub sercowata. Blaszka liściowa jest o zaokrąglonym wierzchołku. Ogonek liściowy jest omszony i dorasta do 8–15 mm długości.
KwiatyZebrane w gęste kłębiki, rozwijają się naprzeciwlegle do liści. Działki kielicha mają owalnie lancetowaty kształt, są owłosione od wewnętrznej strony i dorastają do 10 mm długości. Płatki zewnętrzne mają owalnie podłużny kształt, są owłosione od wewnątrz i osiągają do 1,5 cm długości, natomiast wewnętrzne są krótsze, nagie i mają owalnie lancetowaty kształt. Kwiaty mają owłosione słupki o długości 1,5 mm.
OwoceZebrane w owoc zbiorowy o kulistym kształcie. Są omszone, osadzone na szypułkach. Osiągają 30 mm średnicy. Mają złotą barwę.

## Biologia i ekologia
Rośnie w gęstych lasach. Występuje na wysokości od 700 do 2000 m n.p.m. Kwitnie od maja do listopada, natomiast owoce pojawiają się od czerwca do grudnia.